# PGC 1414042
LEDA/PGC 1414042 ist eine kompakte Elliptische Galaxie vom Hubble-Typ cE im Sternbild Pegasus nördlich der Ekliptik, die schätzungsweise 357 Millionen Lichtjahre von der Milchstraße entfernt ist. Im selben Himmelsareal befinden sich u. a. die Galaxien NGC 7194 und NGC 7195.